# Christer Ericsson (professor)
Christer Ericsson, född 1948, är en svensk professor i idrottshistoria vid Örebro universitet. Han satt 2014 med som suppleant i styrelsen för Centrum för idrottsforskning och som ordinarie styrelseledamot åren 2015-2020.  Ericsson har bland annat studerat idrottens roll i svenska brukssamhällen. Han disputerade i historia vid Stockholms Universitet 1997, blev utnämnd 2002 till docent och 2009 till professor.